# Abisara abnormis
Abisara abnormis (tên phổ biến trong tiếng Anh: Abnormal Judy) là một loài bướm ngày thuộc họ Bướm ngao. Loài này được tìm thấy tại Myanmar và Assam.